# Triossido di tungsteno
L'ossido di tungsteno(VI) (anche conosciuto come triossido di tungsteno o anidride tungstica) è un composto chimico contenente ossigeno e tungsteno (un  metallo di transizione), avente formula chimica WO3.
Viene ottenuto nella reazione di recupero del tungsteno dai suoi minerali. I minerali di tungsteno sono trattati con composti alcalini per produrre WO3. Una successiva reazione con carbonio o idrogeno gassoso riduce il triossido di tungsteno a metallo puro.
{\displaystyle {\ce {2WO3\,+\,3C\,+\,calore\to 2W\,+\,3CO2}}}
{\displaystyle {\ce {WO3\,+\,3H2\,+\,calore\to W\,+\,3H2O}}}
Il triossido di tungsteno(VI) si trova in natura sotto forma di idrati, che includono i minerali: tungstite WO3·H2O, meymacite WO3·2H2O e idrotungstite (della stessa composizione della meymacite, tuttavia a volte scritta come H2WO4). Questi minerali sono molto rari.

## Storia
Il tungsteno ha una ricca storia che parte dalla sua scoperta nel diciottesimo secolo. Peter Woulfe fu il primo a riconoscere un nuovo elemento nel minerale naturale wolframite. Il tungsteno era, infatti, originariamente conosciuto come "wolframio" (da cui il suo simbolo "W"). Il chimico svedese Carl Wilhelm Scheele contribuì alla sua scoperta con i suoi studi sulla scheelite.
Nel 1841, un chimico chiamato Robert Oxland formulò la prima procedura per preparare il triossido di tungsteno e il tungstato di sodio. È per questo considerato il padre della chimica sistematica del tungsteno.

## Preparazione
Il triossido di tungsteno può essere preparato in vari modi. La CaWO4, o scheelite, può reagire con HCl per produrre acido tungstico, che, ad alte temperature, decompone in WO3 e acqua.
{\displaystyle {\ce {CaWO4 + 2 HCl -> CaCl2 + H2WO4}}}
{\displaystyle {\ce {H2WO4 + calore -> H2O + WO3}}}
Un altro procedimento comune per sintetizzare WO3 è la calcinazione del paratungstato di ammonio (APT) in condizioni ossidanti:
{\displaystyle {\ce {(NH4)10[H2W12O42]*4H2O -> 12 WO3 + 10 NH3 + 11H2O}}}

## Struttura
La struttura cristallina del triossido di tungsteno è dipendente dalla temperatura. A temperature superiori a 740 °C ha una struttura tetragonale, da 330 a 740 °C è ortorombica, mentre da 17 a 300 °C è monoclina. Assume una struttura triclina da 17 a -50 °C. È ovvio che la struttura più comune del triossido di tungsteno è quella monoclina con gruppo spaziale: P21/n.

## Proprietà chimiche

### Stabilità e reattività
Come sopracitato, il triossido di tungsteno può essere sintetizzato mediante calcinazione dell'APT. A seconda delle condizioni di reazione, come la temperatura, le proprietà chimiche del WO3 variano. Ad esempio, a basse temperature il triossido di tungsteno è molto reattivo e si decompone facilmente in H2O. A temperature più alte, non si decompone in acqua.
Se la calcinazione è svolta in ambiente riducente, anziché ossidante, si ottiene un composto completamente diverso chiamato ossido blu di tungsteno (WO3-x). Questo composto è un insieme di differenti molecole, inclusi il triossido di tungsteno, l'ammoniaca e il WO2.

### Reazioni pericolose
Reazioni con perossidi e altri formatori di radicali. Decomposizione di acqua ossigenata. Non sono noti prodotti pericolosi di decomposizione del triossido di tungsteno.

## Usi
Il triossido di tungsteno è usato per molti scopi nella vita di tutti i giorni. È usato frequentemente nell'industria, per creare il tungstato per i fosfori degli schermi a raggi x e anche per materiali ignifughi. Grazie al suo colore giallo è spesso usato anche come pigmento nelle vernici e sulle ceramiche.
Recentemente, il triossido di tungsteno, è usato nella produzione di vetri elettrocromici o "smart glass". Questi vetri sono elettricamente attivi e possono variare la loro trasmissione della luce a seconda del voltaggio applicatogli. Ciò permette all'utente di oscurare, ad esempio, finestre e cambiare la quantità di luce o calore trasmessa.
Un altro nuovo uso del tungsteno è nei DIME (Dense Inert Metal Explosive). Un'ulteriore possibile applicazione, basata sulla sua natura di semiconduttore, è la foto-degradazione di inquinanti, il suo bandgap ristretto lo rende più sensibile alla luce visibile rispetto al biossido di titanio.